# ياقوت الحموي
شِهابُ الدِّينِ أَبُو عَبدِ اللَّهِ ياقُوتُ بنُ عَبدِ اللَّهِ الحَمَوِيُّ الرُّومِيُّ البَغْدادِيُّ (574- 626 هـ / 1178- 1229 م) أديب وشاعر ولغوي ومؤلف موسوعات وخطاط ورحالة جغرافي من أصل رومي، سكن في مدينة بغداد حتى وفاته. سمَّى نفسه عبدَ الرحمن. من أهم مؤلفاته «معجم البلدان» الذي تُرجم وطبع عدة مرات.

## مولده ونشأته
ولد في الروم وقيل في اليونان عام 574هـ/1178م، ويلقب بالحموي نسبة لسيده الذي اشتراه عندما أُسر وبيع في بغداد.[بحاجة لمصدر] ورد في كتاب النجوم الزاهرة في ملوك مصر والقاهرة: «ياقوت بن عبد الله الحموي الرومي شهاب الدين أبو الدر: كان من خدام بعض التجار ببغداد يعرف بعسكر الحموي وياقوت هذا هو صاحب التصانيف والخط أيضا ووفاته سنة ست وعشرين وستمائة.»
انتقل ياقوت كثيراً بين البلدان في صغره، وكان واليهِ التاجر (عسكر بن أبي نصر البغدادي الحموي) ، وعاملهُ عسكر معاملة الابن، وقد حفظ القرآن في مسجد متواضع هو المسجد الزيدي بدرب دينار الصغير على يد مقرئ جيد وتعلم القراءة والكتابة والحساب، وحين أتقن ياقوت القراءة والكتابة راح يتردد على مكتبة مسجد الزيدي يقرأ بها الكتب وكان إمام الجامع يشجعه ويعيره الكتب ليقرأها.
سافر مع واليه عسكر إلى عدة بلاد وكانت أولى أسفاره إلى «جزيرة قيس»، في جنوب الخليج العربي، وكانت جزيرة شهيرة في وقتها بالتجارة. وتوالت أسفار ياقوت إلى بلاد فارس وكافة أرجاء الشام والجزيرة العربية ومصر، وحين اطمأن عسكر لخبرته بالتجارة وكان ياقوت يسافر بمفرده وكان أثناء رحلاته يدوّن ملاحظاته الخاصة عن الأماكن والبلدان والمساجد والقصور والآثار القديمة والحديثة والحكايات والأساطير والغرائب والطرائف.
في عام 597هـ/1200م ترك ياقوت الحموي تجارة عسكر وفتح دكانا متواضعا في جانب الكرخ من بغداد ينسخ فيه الكتب لمن يقصده من طلاب العلم، وجعل جدران الدكان رفوفا يضع بها ما لديه من الكتب. وكان في الليل يتفرغ للقراءة، وأدرك ياقوت أهمية التمكن من اللغة والأدب والتاريخ والشعر فنظّم لنفسهِ أوقاتاً لدراسة اللغة على يد ابن يعيش النحوي، والأدب على يد الأديب اللغوي العُكْبُري.

## من شعره
كان شاعرا قديرا لا يمدح أحدا بشعره، وله ديوان شعر جميل يحفظه الفقهاء ويتغنى به العلماء، ومنه قوله:
ومن شعر ياقوت أيضا:
والكلمات بين الأقواس هي أسماء كتب.

## تأليفه للكتب

كتاب مُعْجَمُ اَلْبُلْدَانِ.

عندما بلغ ياقوت خمساً وعشرين سنة وتمكن من العلوم المختلفة وشعر أن خبراته الجغرافية قد نضجت عاود السفر مرة أخرى، وعمل في تجارة الكتب، فزار فارس ولقي علمائها وأدبائها وسافر إلى الشام وزار بلد مولدهِ حماة وزار نيسابور وتزوج هناك ومكث عامين، ولكنهُ لم يستطع الاستقرار طويلاً فعاود السفر و تجارة الكتب مرة أخرى بين مدائن خراسان، ومر بمدينة هراة وسرخس ومرو، وكانت مدينة جميلة، فقرر أن يمكث بها فهي مركز ثقافي هام، وكان ياقوت يختبر ما يسمعه من أخبار عن المدينة فقد سمع مثلاً عن أهالي مرو أنهم بخلاء، ولكنهُ وجدهم ليّني الأخلاق، يؤثرون الاقتصاد والاعتدال ويكرهون الإسراف وفي مرو وضع عدداً من الكتب، وبدأ في إنجاز مشروعه الكبير لتأليف معجم جغرافي يدون به أسماء البلدان ومما سمعه ورآه عنها محققاً أسمائها ذاكراً لموقعها الدقيق مراعياً الدقة والتحقيق ذاكراً خطوط الطول والعرض وموضحاً لتاريخها وحكاياتها وأخبارها، وهو: (معجم البلدان)، ومع اجتياح المغول لمرو رحل ياقوت وسافر إلى حلب حيث استقر وبدأ بتدوين وتجميع معجمه الشهير.

### تأليف معجم البلدان
في حلب وجد ياقوت الكثير من الاهتمام والترحيب وكان في رعاية واليها الوزير والطبيب جمال الدين القفطي الذي رحب به في مدينة حلب وجعل له راتباً من بيت المال وقد كان ياقوت معجباً بالوالي لعلمه وقد شجعه وأكرمه، وقضى ياقوت في حلب خمس سنوات أنهى فيها الكتابة الأولى لمعجم البلدان وكان قد بلغ من العمر خمسة وأربعين عاماً.
يروى أن سبب تأليف ياقوت لهذا المعجم أن سائلاً قد سأله عن موضع سوق حُباشَة بالضم ولكنه نطقها بالفتح وأصر على صحة نطقه وتحقق ياقوت من صحة نطق الاسم فتأكد من صواب نطقه هو للإسم فقرر أن يضع معجماً للبلدان.
عاود ياقوت السفر مرة أخرى إلى أنحاء الشام والبلدان المجاورة وكان يودع دائماً المعلومات الجديدة التي يجمعها في معجمهِ فظل يصحح فيه ويضبطه إلى أن توفي عام 623هـ/1225م وقد طلب من صديقهِ المؤرخ ابن الأثير أن يضع نسخة من كتابهِ في الجامع الذي شهد أولى مراحلهُ التعليمية. وفي حلب طلب القفطي منه أن يختصر المعجم لكنه كان له رأي آخر لاعتقاده أن الاختصار يشوه الكتب ويفقدها الكثير من قيمتها العلمية.

### مؤلفات أخرى
- المشترك وضعاً من أسماء البلدان والمختلف صقعاً من الأقاليم.
- معجم الأدباء.
- المقتضب في النسب.
- أنساب العرب.
- أخبار المتنبي.
- كتاب الدول

## وفاته
- قيل أن وفاته كانت في 623 ه‍ في حلب حيث كان قد استقر في حلب وسافر في البلدان وعاد مرة ثانية إلى حلب وتوفي هناك. ومن أصحاب هذا الرأي، المؤرخ ابن كثير في كتابهِ البداية والنهاية.[8]
- قال المؤرخ وليد الأعظمي في كتابهِ أعيان الزمان وجيران النعمان في مقبرة الخيزران: (كان أبو الدر ياقوت الرومي قد تحول من المدرسة النظامية وسكن في دار بدرب دينار الصغير، ووجد ميتاً في منزلهِ يوم الأربعاء 12 جمادى الأولى عام 622هـ/1225م، وكان قد توفي قبل ذلك بأيام، ولم يشعر بهِ أحد، ثم دفن في مقبرة الخيزران في بغداد، بجوار مشهد الإمام أبي حنيفة.[9] كذلك ذكر في كتاب المختصر المحتاج إليه من تاريخ الحافظ ابن الدبيثي، أن وفاته كانت في شهر ربيع الآخر من عام 622هـ/1225م.[10]
- وذكرت غالبية المصادر بأنه توفي في حلب سنة 622 هـ/ 1229م.[1][2][3]